# Mattingley
Mattingley es una parroquia civil y un pueblo del distrito de Hart, en el condado de Hampshire (Inglaterra).

## Geografía
Según la Oficina Nacional de Estadística británica, Mattingley tiene una superficie de 10,31 km².

## Demografía
Según el censo de 2001, Mattingley tenía 594 habitantes (50,67% varones, 49,33% mujeres) y una densidad de población de 57,61 hab/km². El 17,85% eran menores de 16 años, el 76,09% tenían entre 16 y 74 y el 6,06% eran mayores de 74. La media de edad era de 41,05 años. Del total de habitantes con 16 o más años, el 21,72% estaban solteros, el 67,21% casados y el 11,07% divorciados o viudos.
El 92,95% de los habitantes eran originarios del Reino Unido. El resto de países europeos englobaban al 2,35% de la población, mientras que el 4,7% había nacido en cualquier otro lugar. Según su grupo étnico, el 98,49% eran blancos, el 0,5% mestizos, el 0,5% asiáticos y el 0,5% de cualquier otro excepto negros y chinos. El cristianismo era profesado por el 77,8%, el budismo por el 0,51% y cualquier otra religión, salvo el hinduismo, el judaísmo, el islam y el sijismo, por el 0,51%. El 9,32% no eran religiosos y el 11,86% no marcaron ninguna opción en el censo.
Había 3 hogares sin ocupar y 229 con residentes, de los cuales el 17,47% estaban habitados por una sola persona, el 1,31% por padres solteros, el 31% por parejas sin hijos, el 24,45% por parejas con hijos dependientes y el 11,35% con hijos independientes, el 8,73% por jubilados y el 5,68% por otro tipo de composición. 294 habitantes eran económicamente activos, 286 de ellos (97,28%) empleados y 8 (2,72%) desempleados.